# Jolanda Holwerda
Jolanda Holwerda is een spreker en schrijver, vooral in de vrouwen- en diversiteitssector. Ze is gespecialiseerd in het thema vrouwelijk leiderschap. Ze is de oprichter van Lof Magazine en de Lof Academy en zet zich in voor een cultuurverandering om de combinatie werk en gezin vanzelfsprekender te maken en om de doorstroom van vrouwen naar betere functies te bevorderen.

## Levensloop
In 1984 behaalde zij het gymnasium diploma A aan de Rijksscholengemeenschap in Heerenveen. Ze behaalde daarna een propedeuse in theologie. Ze werd master in communicatiewetenschappen aan de Concordia Universiteit in Montréal, Canada en studeerde op hetzelfde vak af aan de Universiteit Groningen. Vervolgens werkte ze in New York, Japan en Hong Kong als manager van de Dutch Business Association. Terug in Nederland werkte ze als marketingcommunicatiemanager bij enkele start-ups in de ict- en telecomsector. Van 2003 tot 2006 was ze docent merkmanagement in het hoger onderwijs.

### Platform Lof
Vanaf 2007 zet ze zich als oprichter en directeur fulltime in voor het platform Lof en voor de Lof Academie, waar ze trainingen verzorgt. Lof is gericht op de hoger opgeleide vrouwen en moeders. Volgens Holwerda hebben lager opgeleide moeders totaal andere problemen. Zij wil met het blad Lof aantonen dat moeders wél ambitie hebben, op het werk, maar ook in de zorg voor kinderen. In eerste instantie verscheen het blad viermaal per jaar. De editie 2022 van Lof is online te lezen. In 2010 introduceerde Holwerda een keurmerk voor gezinsvriendelijk werkgeverschap. In 2011 publiceerde Lof een lijst met de beste werkgevers voor werkende ouders, waarbij KPN Consulting op nr. 1 stond.

### Consultancy en trainer
Vanaf 2017 werkt ze bij Better Future en sinds 2021 ook bij Scale up Nation, de eerste een adviesbureau op het gebied van leiderschap, de tweede een adviesbureau op het gebied van Internationale handel en ontwikkeling.
In 2021 maakte ze samen met Leonie Jansen een interactief theatercollege met de titel Vrouwen op het wereldtoneel, op basis van hun boek Niet miepen!. Beide vrouwen vinden het tijd dat vrouwen hun plek op het wereldtoneel innemen. 'Wij vrouwen doen niet voor de helft mee'

## Nevenfunctie
Holwerda is lid van de Raad van Toezicht van de World Press Photo Foundation.

## Boeken
- Vanuit je hart naar succes: in werk, leven en moederschap (2011), ISBN 9789079263097.[19]
- Niet miepen! Gids voor vrouwelijk leiderschap (Amsterdam, De Kring, 2021), samen met Leonie Jansen, ISBN 978-94-6297-196-7.[20]

## Prijs
In 2009 heeft Holwerda de Joke Smitprijs gewonnen. De prijs werd uitgereikt door Ronald Plasterk. Ze kreeg de prijs voor haar initiatieven gericht op werkende moeders en 'mannen met lef'. Ook is ze onderscheiden vanwege evenementen zoals het Moederdagontbijt 2008, Het Werkende Moeder- en Vaderdagontbijt 2008, de Loflist van beste werkgevers voor werkende ouders en de Lof-website. Het thema van 2009 was economische zelfstandigheid van de vrouw.